# Brenden Kichton
Brenden Fredrick Kichton (* 18. Juni 1992 in Spruce Grove, Alberta) ist ein ehemaliger kanadischer Eishockeyspieler, der im Verlauf seiner aktiven Karriere zwischen 2008 und 2020 unter anderem über 360 Spiele in der American Hockey League (AHL) auf der Position des Verteidigers bestritten hat. Darüber hinaus verbrachte Kitchon eine Spielzeit bei den Vienna Capitals in die Erste Bank Eishockey Liga (EBEL).

## Karriere

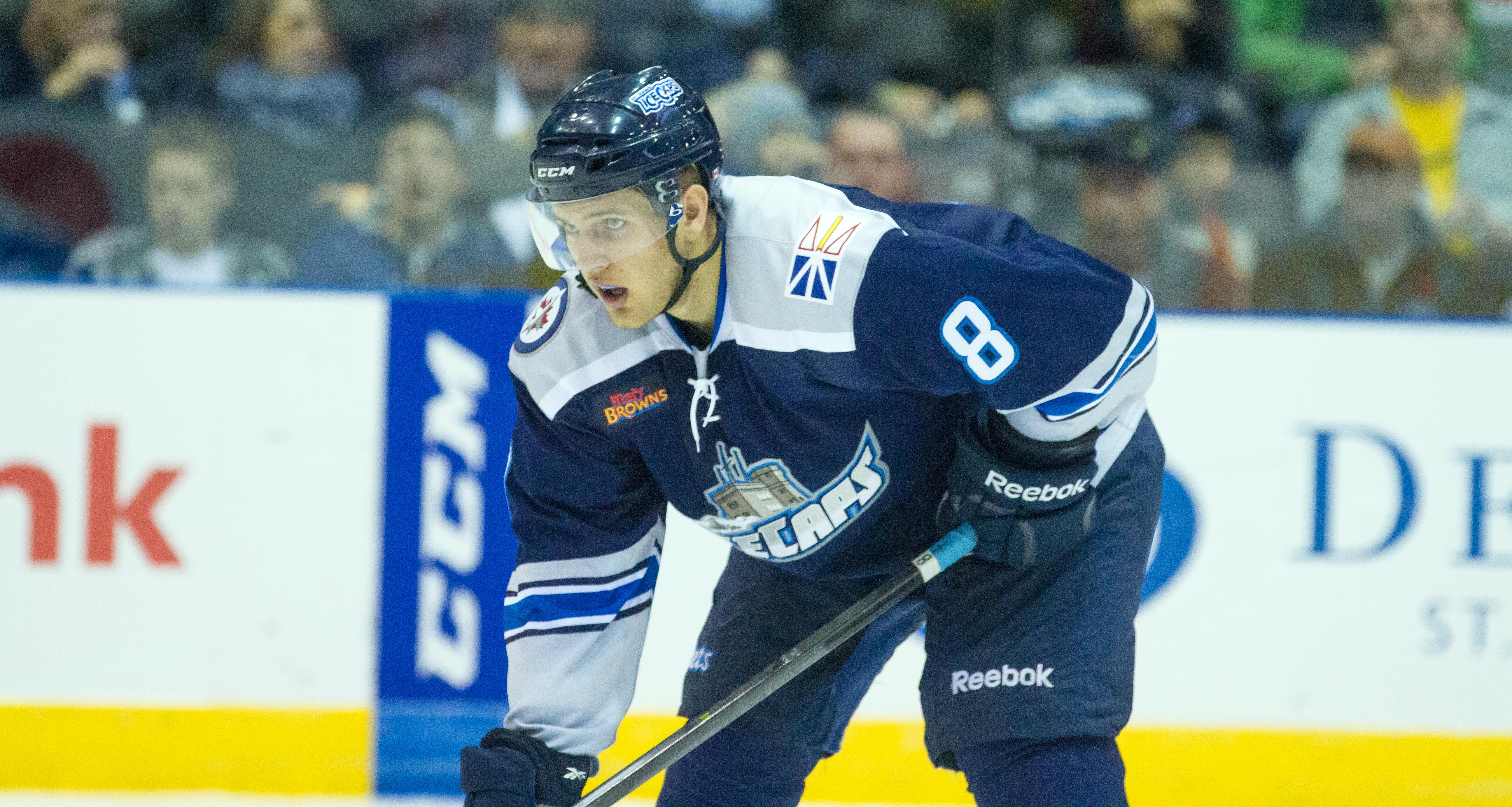
Kichton im Trikot der St. John’s IceCaps (2013)

Nach Stationen in verschiedenen Juniorenteams in Alberta wechselte Kichton mit 16 Jahren zu den Spokane Chiefs in die Western Hockey League (WHL), einer der drei großen Juniorenligen Kanadas. Für die Chiefs ging der Verteidiger insgesamt fünf Jahre in der WHL aufs Eis, bestritt 375 Partien für das Franchise und wurde zunächst im NHL Entry Draft 2011 in der fünften Runde an 127. Stelle von den New York Islanders aus der National Hockey League (NHL) ausgewählt. Da es die Islanders jedoch nicht schafften, sich mit Kichton in den folgenden beiden Jahren auf einen Vertrag zu einigen, stellte er sich im NHL Entry Draft 2013 erneut zur Wahl. Im Draft 2013 wurde er in der siebten Runde an 190. Position von den Winnipeg Jets gezogen.
Nachdem der Abwehrspieler im August 2013 einen Einstiegsvertrag in der Organisation der Jets unterschrieben hatte, spielte er mit Beginn der Saison 2013/14 allerdings ausschließlich für deren Farmteam St. John’s IceCaps bzw. ab der Spielzeit 2015/16 für die Manitoba Moose in der American Hockey League (AHL). Nachdem Kichton, der es im Jahr 2014 ins AHL All-Rookie Team geschafft hatte, Vertrag von den Jets nicht verlängert worden war, wurde er im Juli 2017 als Free Agent von den Carolina Hurricanes unter Vertrag genommen. Als er auch bei den Hurricanes keine Aussicht auf einen Platz in der NHL gesehen hatte und im Verlauf des Spieljahres 201/18 nur beim AHL-Kooperationspartner Charlotte Checkers eingesetzt worden war, wechselte der Kanadier im Oktober 2018 erstmals nach Europa. Der finnische Klub Saimaan Pallo aus der Liiga nahm den Defensivspieler für ein Jahr unter Vertrag. Obwohl er das Jahr als zweitbester Verteidiger nach Punkten von SaiPa beendete, wechselte Kichton nach Österreich zum Hauptstadtklub Vienna Capitals in die Erste Bank Eishockey Liga (EBEL), wo er ebenfalls einen Einjahresvertrag erhielt. Im Anschluss an die Saison 2019/20 beendete der 28-Jährige seine aktive Karriere frühzeitig.

## Erfolge und Auszeichnungen
| - 2011 WHL West Second All-Star Team - 2012 WHL West First All-Star Team - 2013 WHL West First All-Star Team - 2013 Bill Hunter Memorial Trophy | - 2014 AHL-Rookie des Monats Januar - 2014 Teilnahme am AHL All-Star Classic - 2014 AHL All-Rookie Team |

## Karrierestatistik
(Legende zur Spielerstatistik: Sp oder GP = absolvierte Spiele; T oder G = erzielte Tore; V oder A = erzielte Assists; Pkt oder Pts = erzielte Scorerpunkte; SM oder PIM = erhaltene Strafminuten; +/− = Plus/Minus-Bilanz; PP = erzielte Überzahltore; SH = erzielte Unterzahltore; GW = erzielte Siegtore; 1 Play-downs/Relegation; Kursiv: Statistik nicht vollständig)